# A. J. Allmendinger
Pour les articles homonymes, voir Allmendinger.
Statistiques en NASCAR Cup Series
Dernière mise à jour : 28 novembre 2023 
Anthony James Allmendinger (plus connu sous le nom de A. J. Allmendinger) est un pilote automobile américain né le 16 décembre 1981 à Los Gatos (Californie).

## Biographie

### DukartingauChamp Car
Après avoir fait ses débuts en compétition en karting (en 2000, il était d'ailleurs membre d'une équipe dirigée par le Canadien Paul Tracy), A. J Allmendinger passe à l'automobile en 2002, année durant laquelle il remporte le championnat de Barber Dodge Pro Series.
Soutenu par la puissante firme autrichienne Red Bull, il poursuit son ascension en dominant en 2003 le championnat de Formule Atlantique au sein de l'équipe RuSport, ce qui contribue à faire de lui le pilote américain de course routière le plus prometteur de sa génération. En 2004, il intègre en même temps que son équipe RuSport les rangs du Champ Car. Mais après une première saison très prometteuse (meilleur débutant de l'année après avoir régulièrement pris l'ascendant sur son expérimenté équipier Michel Jourdain Jr), il peine à confirmer tout son potentiel en 2005. Malgré de bons résultats et une présence régulière aux premières places du classement, il subit le plus souvent la loi de son coéquipier britannique Justin Wilson.
À l'issue des quatre premières manches de la saison 2006 de Champ Car, RuSport décide de manière surprise de limoger Allmendinger afin de le remplacer par Cristiano da Matta. Mais celui qui est l'unique pilote américain de la série Champ Car ne reste pas longtemps sans volant puisque seulement quelques jours plus tard, l'écurie Forsythe Championship Racing le recrute en remplacement de Mario Dominguez. A. J Allmendinger ne tarde pas à se mettre en évidence dans sa nouvelle équipe puisque dès sa première course chez Forsythe, à l'occasion du Grand Prix de Portland, il remporte la première victoire de sa carrière en Champ Car, avant d'enchaîner par deux nouveaux succès consécutifs à Cleveland et à Toronto. Devenu le principal adversaire de Sébastien Bourdais dans la lutte pour le titre, il décroche deux nouvelles victoires (à Denver et à Elkhart Lake) mais ne peut empêcher le pilote français d'être titré. Ayant annoncé à son employeur son intention de ne pas rester en Champ Car en 2007, il est remplacé par son compatriote Buddy Rice pour la dernière manche de la saison 2006 et se classe finalement troisième du classement général.

### Carrière enNASCAR

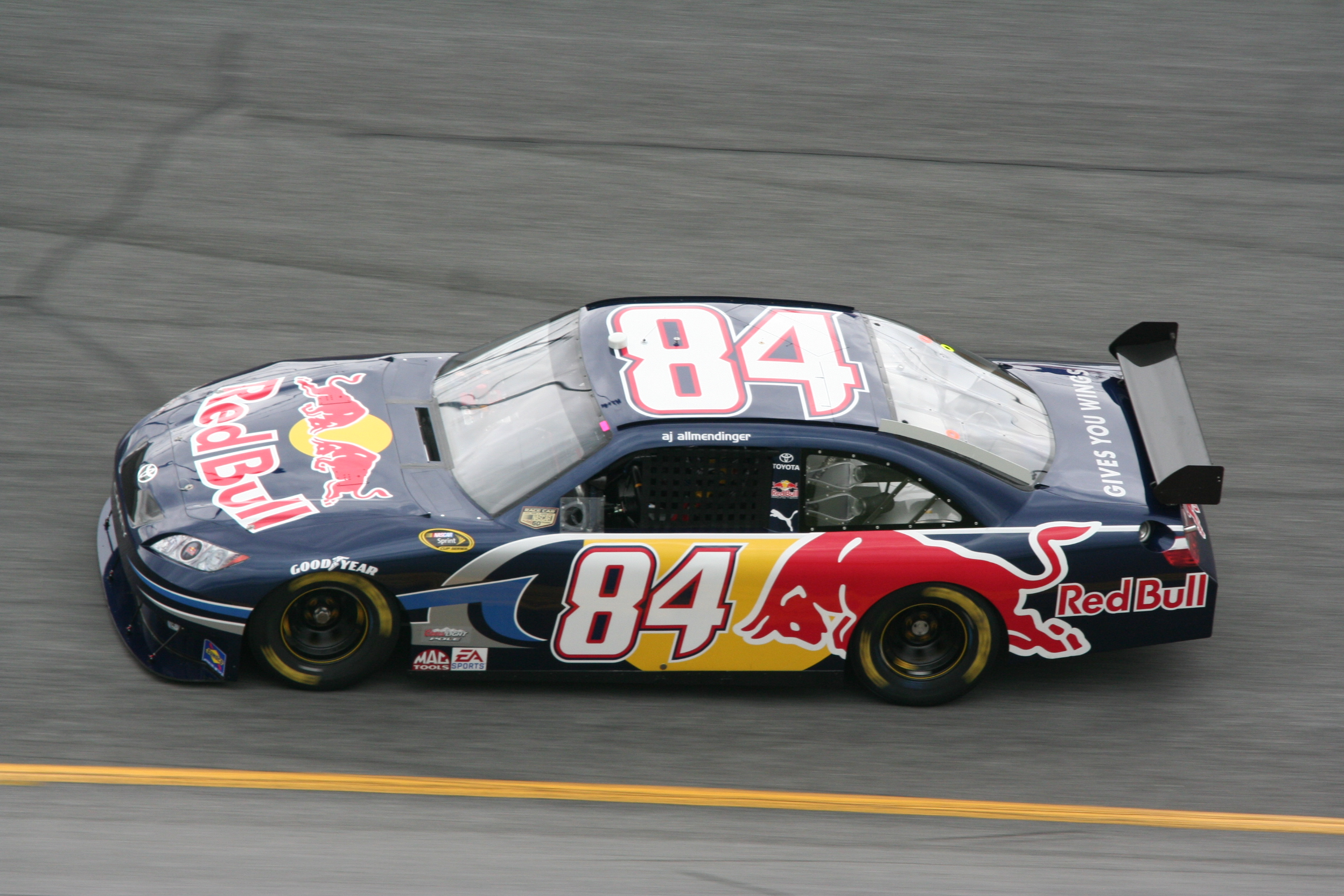
En 2008 lors des essais du Daytona 500.

Malgré ses succès en Champ Car, discipline dont il s'est affirmé en 2006 comme l'un des tout meilleurs pilotes, A. J. Allmendinger ne résiste pas à la tentation d'aller tenter sa chance dans les épreuves de Nascar, plus populaires et lucratives, avec le soutien de Red Bull. En septembre 2006, parallèlement à sa fin de saison en Champ Car, il effectue des débuts réussis en stock-car dans le cadre du championnat de Craftsman Truck Series. Puis, le 24 octobre 2006, le Team Red Bull annonce qu'Allmendinger sera l'un de ses deux pilotes titulaires dans le championnat de Nextel Cup 2007. Mais ses débuts en Nextel Cup, prévus pour la fin de saison 2006, ont débouché sur deux non-qualifications (à Atlanta, en raison d'intempéries, la grille a été établie en fonction du classement des propriétaires, et l'équipe Red Bull n'avait pas assez de points, tandis qu'au Texas, Allmendinger a réalisé un chrono insuffisant).
Son début de saison 2007 part sur des bases aussi difficiles : ne bénéficiant pas d'une position "protégée", il ne parvient pas à se qualifier pour le Daytona 500 ainsi que pour les trois courses de Nextel Cup suivantes. Son premier départ en Cup n'a lieu que fin mars sur le petit ovale de Bristol. Finalement, il ne parvient à se qualifier que pour 16 des 36 courses du championnat, avec une 15e place sur l'ovale de Charlotte comme meilleur résultat. Après un début de championnat 2008 également raté (3 non-qualifications en 3 courses, à cette nuance près que la pluie l'a empêché de défendre ses chances en Californie), il est remplacé pour cinq courses par le vétéran Mike Skinner avant de retrouver le volant de la Toyota no 84 du Team Red Bull lors de la manche de Talladega fin avril. Signe de ses progrès, il remporte au mois de mai sa première victoire en NASCAR à l'occasion du Sprint Showdown (course hors-championnat) du All-Star weekend à Charlotte. Quelques mois plus tard, il signe son premier Top 10 lors d'une course du championnat au Brickyard 400.
Pour la saison 2009, Allmendinger signe chez le Richard Petty Motorsports et y pilote la Dodge #44. Après un bon début de saison, A.J. rentre peu à peu dans le rang mais confirme tout de même ses progrès dans la discipline.
Pour la saison 2012, il remplaça Kurt Busch au sein de la Penske Racing par suite du comportement exécrable de ce dernier envers la presse.
Cependant, depuis le 24 juillet 2012, il a été exclu indéfiniment de la NASCAR pour dopage. Il sera remplacé par Sam Hornish Jr.
En 2013, il revient occasionnellement sur quelques épreuves au volant de la Chevrolet no 51 de la Phoenix Racing. À la fin de la saison, il signe chez JTG Daugherty Racing pour remplacer Bobby Labonte dans la Toyota no 47 pour la saison 2014.
Le 10 août 2014, sur le célèbre circuit routier de Watkins Glen International, il remporte sa première victoire en NASCAR Sprint Cup Series après un final exceptionnel et une lutte acharnée avec l'Australien Marcos Ambrose #9.

## Palmarès
- Vainqueur de championnat de Barber Dodge en 2002 ;
- Vainqueur du championnat de Formule Atlantique en 2003 ;
- Vainqueur des 24 Heures de Daytona en 2012 ;
- NASCAR Cup Series :
- Vainqueur de la course Cheez-It 355 disputée sur le circuit routier de Watkins Glen International le 10 août 2014 ;
- Vainqueur de la course Verizon 200 at the Brickyard disputée sur le circuit oval Indianapolis Motor Speedway le 15 août 2021 ;
- Vainqueur de la course Bank of America Roval 400 disputée sur le circuit Roval de Charlotte Motor Speedway le 8 octobre 2023.

## Statistiques

### NASCAR Cup Series
Au 28 novembre 2023, il a participé à 407 courses réparties sur 15 saisons (2006-2018, 2021-2023).
- Voiture en 2023 : no 16
- Écurie : Kaulig Racing (en)
- Résultat saison 2023 : 21e[6]
- Meilleur classement en fin de saison : 13e en 2014
- 1re course : Food City 500 2007 (Bristol)
- Dernière course : NASCAR Cup Series Championship Race 2023 (Phoenix)
- Première victoire : Cheez-It 355 at The Glen 2014 (Watkins Glen)
- Dernière victoire : Bank of America Roval 400 2023 (Charlotte Roval)
- Victoire(s) : 3
- Top5 : 20
- Top10 : 75
- Pole position : 4

| Légende  | Légende |
| -------- | --- |
| Gras     | Pole position décernée en fonction du temps réalisé en qualification.                                                                     |
| Italique | Pole position décernée en fonction des points au classement ou des temps aux essais.                                                      |
| *        | Plus grand nombre de tours menés. |
| 01       | Aucun point de championnat car inéligible pour le titre lors de cette saison (le pilote concourt pour le titre dans une autre catégorie). |
| DNQ      | Ne s'est pas qualifié. |

| Résultats en NASCAR Cup Series | Résultats en NASCAR Cup Series | Résultats en NASCAR Cup Series | Résultats en NASCAR Cup Series | Résultats en NASCAR Cup Series                 | Résultats en NASCAR Cup Series                 | Résultats en NASCAR Cup Series                 | Résultats en NASCAR Cup Series                 | Résultats en NASCAR Cup Series                 | Résultats en NASCAR Cup Series                 | Résultats en NASCAR Cup Series                 | Résultats en NASCAR Cup Series                 | Résultats en NASCAR Cup Series                 | Résultats en NASCAR Cup Series                 | Résultats en NASCAR Cup Series                 | Résultats en NASCAR Cup Series                 | Résultats en NASCAR Cup Series                 | Résultats en NASCAR Cup Series                 | Résultats en NASCAR Cup Series                 | Résultats en NASCAR Cup Series                 | Résultats en NASCAR Cup Series                 | Résultats en NASCAR Cup Series                 | Résultats en NASCAR Cup Series                 | Résultats en NASCAR Cup Series                 | Résultats en NASCAR Cup Series                 | Résultats en NASCAR Cup Series                 | Résultats en NASCAR Cup Series                 | Résultats en NASCAR Cup Series                 | Résultats en NASCAR Cup Series                 | Résultats en NASCAR Cup Series                 | Résultats en NASCAR Cup Series                 | Résultats en NASCAR Cup Series                 | Résultats en NASCAR Cup Series                 | Résultats en NASCAR Cup Series                 | Résultats en NASCAR Cup Series                 | Résultats en NASCAR Cup Series                 | Résultats en NASCAR Cup Series                 | Résultats en NASCAR Cup Series                 | Résultats en NASCAR Cup Series                 | Résultats en NASCAR Cup Series                 | Résultats en NASCAR Cup Series                 | Résultats en NASCAR Cup Series                 |
| ------------------------------ | ------------------------------ | ------------------------------ | ------------------------------ | ---------------------------------------------- | ---------------------------------------------- | ---------------------------------------------- | ---------------------------------------------- | ---------------------------------------------- | ---------------------------------------------- | ---------------------------------------------- | ---------------------------------------------- | ---------------------------------------------- | ---------------------------------------------- | ---------------------------------------------- | ---------------------------------------------- | ---------------------------------------------- | ---------------------------------------------- | ---------------------------------------------- | ---------------------------------------------- | ---------------------------------------------- | ---------------------------------------------- | ---------------------------------------------- | ---------------------------------------------- | ---------------------------------------------- | ---------------------------------------------- | ---------------------------------------------- | ---------------------------------------------- | ---------------------------------------------- | ---------------------------------------------- | ---------------------------------------------- | ---------------------------------------------- | ---------------------------------------------- | ---------------------------------------------- | ---------------------------------------------- | ---------------------------------------------- | ---------------------------------------------- | ---------------------------------------------- | ---------------------------------------------- | ---------------------------------------------- | ---------------------------------------------- | ---------------------------------------------- |
| Année                          | Équipe                         | No.                            | Constructeur                   | 1                                              | 2                                              | 3                                              | 4                                              | 5                                              | 6                                              | 7                                              | 8                                              | 9                                              | 10                                             | 11                                             | 12                                             | 13                                             | 14                                             | 15                                             | 16                                             | 17                                             | 18                                             | 19                                             | 20                                             | 21                                             | 22                                             | 23                                             | 24                                             | 25                                             | 26                                             | 27                                             | 28                                             | 29                                             | 30                                             | 31                                             | 32                                             | 33                                             | 34                                             | 35                                             | 36                                             | Clas.                                          | Pts                                            |
| 2006                           | Team Red Bull                  | 84                             | Dodge                          | DAY                                            | CAL                                            | LVS                                            | ATL                                            | BRI                                            | MAR                                            | TEX                                            | PHO                                            | TAL                                            | RCH                                            | DAR                                            | CLT                                            | DOV                                            | POC                                            | MCH                                            | SON                                            | DAY                                            | CHI                                            | NHA                                            | POC                                            | IND                                            | GLN                                            | MCH                                            | BRI                                            | CAL                                            | RCH                                            | NHA                                            | DOV                                            | KAN                                            | TAL                                            | CLT                                            | MAR                                            | ATL DNQ                                        | TEX DNQ                                        | PHO                                            | HOM                                            | N/A                                            | –                                              |
| 2007                           | Team Red Bull                  | 84                             | Toyota                         | DAY DNQ                                        | CAL DNQ                                        | LVS DNQ                                        | ATL DNQ                                        | BRI 40                                         | MAR 38                                         | TEX DNQ                                        | PHO DNQ                                        | TAL DNQ                                        | RCH 32                                         | DAR 36                                         | CLT 31                                         | DOV 33                                         | POC 39                                         | MCH 31                                         | SON DNQ                                        | NHA DNQ                                        | DAY DNQ                                        | CHI DNQ                                        | IND DNQ                                        | POC DNQ                                        | GLN DNQ                                        | MCH DNQ                                        | BRI 35                                         | CAL 18                                         | RCH 23                                         | NHA 33                                         | DOV 43                                         | KAN DNQ                                        | TAL DNQ                                        | CLT 15                                         | MAR 35                                         | ATL 16                                         | TEX 39                                         | PHO DNQ                                        | HOM DNQ                                        | 43e                                            | 1165                                           |
| 2008                           | Team Red Bull                  | 84                             | Toyota                         | DAY DNQ                                        | CAL DNQ                                        | LVS DNQ                                        | ATL                                            | BRI                                            | MAR                                            | TEX                                            | PHO                                            | TAL 30                                         | RCH 39                                         | DAR 27                                         | CLT 20                                         | DOV 37                                         | POC 12                                         | MCH 19                                         | SON 37                                         | NHA 43                                         | DAY 42                                         | CHI 13                                         | IND 10                                         | POC 19                                         | GLN 11                                         | MCH 28                                         | BRI 34                                         | CAL 14                                         | RCH 43                                         | NHA 38                                         | DOV 16                                         | KAN 9                                          | TAL                                            |                                                |                                                |                                                |                                                |                                                |                                                | 36e                                            | 2436                                           |
| 2008                           | Michael Waltrip Racing         | 00                             | Toyota                         |                                                |                                                |                                                |                                                |                                                |                                                |                                                |                                                |                                                |                                                |                                                |                                                |                                                |                                                |                                                |                                                |                                                |                                                |                                                |                                                |                                                |                                                |                                                |                                                |                                                |                                                |                                                |                                                |                                                |                                                | CLT 43                                         |                                                |                                                |                                                |                                                |                                                | 36e                                            | 2436                                           |
| 2008                           | Gillett Evernham Motorsports   | 10                             | Dodge                          |                                                |                                                |                                                |                                                |                                                |                                                |                                                |                                                |                                                |                                                |                                                |                                                |                                                |                                                |                                                |                                                |                                                |                                                |                                                |                                                |                                                |                                                |                                                |                                                |                                                |                                                |                                                |                                                |                                                |                                                |                                                | MAR 15                                         | ATL 14                                         | TEX 26                                         | PHO 16                                         | HOM 11                                         | 36e                                            | 2436                                           |
| 2009                           | Richard Petty Motorsports      | 44                             | Dodge                          | DAY 3                                          | CAL 29                                         | LVS 33                                         | ATL 17                                         | BRI 16                                         | MAR 9                                          | TEX 34                                         | PHO 35                                         | TAL 35                                         | RCH 21                                         | DAR 17                                         | CLT 32                                         | DOV 29                                         | POC 30                                         | MCH 39                                         | SON 7                                          | NHA 32                                         | DAY 17                                         | CHI 13                                         | IND 20                                         | POC 17                                         | GLN 13                                         | MCH 22                                         | BRI 37                                         | ATL 20                                         | RCH 23                                         | NHA 25                                         | DOV 7                                          | KAN 17                                         | CAL 33                                         | CLT 23                                         | MAR 34                                         | TAL 33                                         |                                                |                                                |                                                | 24e                                            | 3476                                           |
| 2009                           | Richard Petty Motorsports      | 44                             | Ford                           |                                                |                                                |                                                |                                                |                                                |                                                |                                                |                                                |                                                |                                                |                                                |                                                |                                                |                                                |                                                |                                                |                                                |                                                |                                                |                                                |                                                |                                                |                                                |                                                |                                                |                                                |                                                |                                                |                                                |                                                |                                                |                                                |                                                | TEX 10                                         | PHO 13                                         | HOM 10                                         | 24e                                            | 3476                                           |
| 2010                           | Richard Petty Motorsports      | 43                             | Ford                           | DAY 32                                         | CAL 25                                         | LVS 25                                         | ATL 6                                          | BRI 17                                         | MAR 38                                         | PHO 15                                         | TEX 13                                         | TAL 19                                         | RCH 17                                         | DAR 37                                         | DOV 14                                         | CLT 14                                         | POC 10                                         | MCH 11                                         | SON 13                                         | NHA 10                                         | DAY 36                                         | CHI 14                                         | IND 16                                         | POC 24                                         | GLN 4                                          | MCH 17                                         | BRI 31                                         | ATL 18                                         | RCH 8                                          | NHA 12                                         | DOV 10                                         | KAN 10                                         | CAL 19                                         | CLT 25                                         | MAR 12                                         | TAL 32                                         | TEX 14                                         | PHO 18                                         | HOM 5                                          | 19e                                            | 3998                                           |
| 2011                           | Richard Petty Motorsports      | 43                             | Ford                           | DAY 11                                         | PHO 9                                          | LVS 19                                         | BRI 31                                         | CAL 14                                         | MAR 14                                         | TEX 19                                         | TAL 11                                         | RCH 7                                          | DAR 20                                         | DOV 37                                         | CLT 5                                          | KAN 27                                         | POC 25                                         | MCH 13                                         | SON 13                                         | DAY 10                                         | KEN 28                                         | NHA 12                                         | IND 22                                         | POC 19                                         | GLN 8                                          | MCH 11                                         | BRI 12                                         | ATL 10                                         | RCH 11                                         | CHI 27                                         | NHA 21                                         | DOV 7                                          | KAN 25                                         | CLT 7                                          | TAL 31                                         | MAR 11                                         | TEX 10                                         | PHO 6                                          | HOM 15                                         | 15e                                            | 1013                                           |
| 2012                           | Penske Racing                  | 22                             | Dodge                          | DAY 34                                         | PHO 18                                         | LVS 37                                         | BRI 17                                         | CAL 15                                         | MAR 2                                          | TEX 15                                         | KAN 32                                         | RCH 16                                         | TAL 15                                         | DAR 33                                         | CLT 33                                         | DOV 16                                         | POC 31                                         | MCH 19                                         | SON 9                                          | KEN 9                                          | DAY QL†                                        | NHA                                            | IND                                            | POC                                            | GLN                                            | MCH                                            | BRI                                            | ATL                                            | RCH                                            | CHI                                            | NHA                                            | DOV                                            | TAL                                            |                                                |                                                |                                                |                                                |                                                |                                                | 33e                                            | 417                                            |
| 2012                           | Phoenix Racing                 | 51                             | Chevrolet                      |                                                |                                                |                                                |                                                |                                                |                                                |                                                |                                                |                                                |                                                |                                                |                                                |                                                |                                                |                                                |                                                |                                                |                                                |                                                |                                                |                                                |                                                |                                                |                                                |                                                |                                                |                                                |                                                |                                                |                                                | CLT 24                                         | KAN 35                                         | MAR 28                                         | TEX 36                                         | PHO                                            | HOM                                            | 33e                                            | 417                                            |
| 2013                           | Phoenix Racing                 | 51                             | Chevrolet                      | DAY                                            | PHO 11                                         | LVS                                            | BRI 13                                         | CAL 16                                         | MAR                                            | TEX                                            | KAN                                            | RCH 14                                         | TAL                                            | DAR                                            | CLT                                            | DOV                                            | POC 33                                         |                                                |                                                |                                                | DAY 35                                         | NHA 22                                         | IND 22                                         | POC 33                                         |                                                |                                                |                                                |                                                |                                                |                                                |                                                |                                                |                                                |                                                |                                                |                                                |                                                |                                                |                                                | 35e                                            | 410                                            |
| 2013                           | JTG Daugherty Racing           | 47                             | Toyota                         |                                                |                                                |                                                |                                                |                                                |                                                |                                                |                                                |                                                |                                                |                                                |                                                |                                                |                                                | MCH 19                                         | SON                                            | KEN 22                                         |                                                |                                                |                                                |                                                | GLN 10                                         | MCH                                            | BRI                                            | ATL 14                                         | RCH 15                                         | CHI 21                                         | NHA                                            | DOV 26                                         | KAN 20                                         | CLT                                            | TAL                                            | MAR                                            | TEX                                            | PHO                                            | HOM 36                                         | 35e                                            | 410                                            |
| 2014                           | JTG Daugherty Racing           | 47                             | Chevrolet                      | DAY 26                                         | PHO 26                                         | LVS 18                                         | BRI 25                                         | CAL 8                                          | MAR 11                                         | TEX 23                                         | DAR 15                                         | RCH 6                                          | TAL 5                                          | KAN 30                                         | CLT 23                                         | DOV 21                                         | POC 21                                         | MCH 22                                         | SON 37*                                        | KEN 22                                         | DAY 43                                         | NHA 18                                         | IND 18                                         | POC 34                                         | GLN 1*                                         | MCH 13                                         | BRI 14                                         | ATL 40                                         | RCH 23                                         | CHI 22                                         | NHA 13                                         | DOV 23                                         | KAN 11                                         | CLT 12                                         | TAL 23                                         | MAR 9                                          | TEX 14                                         | PHO 16                                         | HOM 40                                         | 13e                                            | 2260                                           |
| 2015                           | JTG Daugherty Racing           | 47                             | Chevrolet                      | DAY 20                                         | ATL 7                                          | LVS 6                                          | PHO 17                                         | CAL 34                                         | MAR 43                                         | TEX 21                                         | BRI 34                                         | RCH 13                                         | TAL 17                                         | KAN 14                                         | CLT 29                                         | DOV 24                                         | POC 38                                         | MCH 23                                         | SON 37                                         | DAY 21                                         | KEN 26                                         | NHA 13                                         | IND 23                                         | POC 7                                          | GLN 24                                         | MCH 28                                         | BRI 27                                         | DAR 23                                         | RCH 24                                         | CHI 36                                         | NHA 23                                         | DOV 29                                         | CLT 16                                         | KAN 27                                         | TAL 36                                         | MAR 11                                         | TEX 17                                         | PHO 24                                         | HOM 20                                         | 22e                                            | 758                                            |
| 2016                           | JTG Daugherty Racing           | 47                             | Chevrolet                      | DAY 21                                         | ATL 27                                         | LVS 14                                         | PHO 17                                         | CAL 8                                          | MAR 2                                          | TEX 22                                         | BRI 19                                         | RCH 25                                         | TAL 14                                         | KAN 8                                          | DOV 23                                         | CLT 16                                         | POC 16                                         | MCH 38                                         | SON 14                                         | DAY 13                                         | KEN 36                                         | NHA 21                                         | IND 38                                         | POC 14                                         | GLN 4                                          | BRI 9                                          | MCH 15                                         | DAR 23                                         | RCH 20                                         | CHI 17                                         | NHA 21                                         | DOV 19                                         | CLT 37                                         | KAN 8                                          | TAL 10                                         | MAR 10                                         | TEX 17                                         | PHO 17                                         | HOM 8                                          | 19e                                            | 830                                            |
| 2017                           | JTG Daugherty Racing           | 47                             | Chevrolet                      | DAY 3                                          | ATL 26                                         | LVS 24                                         | PHO 26                                         | CAL 17                                         | MAR 6                                          | TEX 20                                         | BRI 30                                         | RCH 37                                         | TAL 31                                         | KAN 30                                         | CLT 18                                         | DOV 18                                         | POC 22                                         | MCH 18                                         | SON 35                                         | DAY 8                                          | KEN 20                                         | NHA 21                                         | IND 10                                         | POC 23                                         | GLN 9                                          | MCH 20                                         | BRI 22                                         | DAR 34                                         | RCH 26                                         | CHI 26                                         | NHA 17                                         | DOV 28                                         | CLT 20                                         | TAL 22                                         | KAN 32                                         | MAR 40                                         | TEX 16                                         | PHO 23                                         | HOM 14                                         | 27e                                            | 531                                            |
| 2018                           | JTG Daugherty Racing           | 47                             | Chevrolet                      | DAY 10                                         | ATL 29                                         | LVS 30                                         | PHO 21                                         | CAL 22                                         | MAR 8                                          | TEX 24                                         | BRI 17                                         | RCH 27                                         | TAL 34                                         | DOV 21                                         | KAN 16                                         | CLT 23                                         | POC 22                                         | MCH 17                                         | SON 38                                         | CHI 24                                         | DAY 3                                          | KEN 30                                         | NHA 36                                         | POC 14                                         | GLN 15                                         | MCH 22                                         | BRI 39                                         | DAR 22                                         | IND 37                                         | LVS 14                                         | RCH 29                                         | ROV 7                                          | DOV 22                                         | TAL 6                                          | KAN 21                                         | MAR 14                                         | TEX 20                                         | PHO 12                                         | HOM 19                                         | 22e                                            | 603                                            |
| 2021                           | Kaulig Racing (en)             | 16                             | Chevrolet                      | DAY                                            | DRC 7                                          | HOM                                            | LVS                                            | PHO                                            | ATL                                            | BRD                                            | MAR                                            | RCH                                            | TAL                                            | KAN                                            | DAR                                            | DOV                                            | COA 5                                          | CLT                                            | SON                                            | NSH                                            | POC                                            | POC                                            | ROA 29                                         | ATL                                            | NHA                                            | GLN                                            | IRC 1                                          | MCH                                            | DAY                                            | DAR                                            | RCH                                            | BRI                                            | LVS                                            | TAL                                            | ROV 38                                         | TEX                                            | KAN                                            | MAR                                            | PHO                                            | 43e                                            | 01                                             |
| 2022                           | Kaulig Racing (en)             | 16                             | Chevrolet                      | DAY                                            | CAL                                            | LVS                                            | PHO 20                                         | ATL                                            | COA 33                                         | RCH 27                                         | MAR 24                                         | BRD                                            | TAL                                            | DOV 33                                         | DAR                                            | KAN                                            | CLT                                            | GTW 10                                         | SON 19                                         | NSH 19                                         | ROA 9                                          | ATL                                            | NHA 16                                         | POC                                            | IRC 7                                          | MCH                                            | RCH                                            | GLN 2                                          | DAY                                            | DAR                                            | KAN                                            | BRI 7                                          | TEX                                            | TAL                                            | ROV 4                                          | LVS 9                                          | HOM 3                                          | MAR 23                                         | PHO 12                                         | 42e                                            | 01                                             |
| 2023                           | Kaulig Racing (en)             | 16                             | Chevrolet                      | DAY 6                                          | CAL 36                                         | LVS 18                                         | PHO 20                                         | ATL 16                                         | COA 34                                         | RCH 27                                         | BRD 16                                         | MAR 27                                         | TAL 29                                         | DOV 18                                         | KAN 14                                         | DAR 23                                         | CLT 14                                         | GTW 14                                         | SON 6                                          | NSH 10                                         | CSC 17                                         | ATL 3                                          | NHA 19                                         | POC 17                                         | RCH 27                                         | MCH 26                                         | IRC 26                                         | GLN 4                                          | DAY 29                                         | DAR 13                                         | KAN 30                                         | BRI 30                                         | TEX 29                                         | TAL 20                                         | ROV 1*                                         | LVS 21                                         | HOM 5                                          | MAR 28                                         | PHO 32                                         | 21e                                            | 692                                            |
| Note :                         | Note :                         | Note :                         | Note :                         | † : Qualifié mais remplacé par Sam Hornish Jr. | † : Qualifié mais remplacé par Sam Hornish Jr. | † : Qualifié mais remplacé par Sam Hornish Jr. | † : Qualifié mais remplacé par Sam Hornish Jr. | † : Qualifié mais remplacé par Sam Hornish Jr. | † : Qualifié mais remplacé par Sam Hornish Jr. | † : Qualifié mais remplacé par Sam Hornish Jr. | † : Qualifié mais remplacé par Sam Hornish Jr. | † : Qualifié mais remplacé par Sam Hornish Jr. | † : Qualifié mais remplacé par Sam Hornish Jr. | † : Qualifié mais remplacé par Sam Hornish Jr. | † : Qualifié mais remplacé par Sam Hornish Jr. | † : Qualifié mais remplacé par Sam Hornish Jr. | † : Qualifié mais remplacé par Sam Hornish Jr. | † : Qualifié mais remplacé par Sam Hornish Jr. | † : Qualifié mais remplacé par Sam Hornish Jr. | † : Qualifié mais remplacé par Sam Hornish Jr. | † : Qualifié mais remplacé par Sam Hornish Jr. | † : Qualifié mais remplacé par Sam Hornish Jr. | † : Qualifié mais remplacé par Sam Hornish Jr. | † : Qualifié mais remplacé par Sam Hornish Jr. | † : Qualifié mais remplacé par Sam Hornish Jr. | † : Qualifié mais remplacé par Sam Hornish Jr. | † : Qualifié mais remplacé par Sam Hornish Jr. | † : Qualifié mais remplacé par Sam Hornish Jr. | † : Qualifié mais remplacé par Sam Hornish Jr. | † : Qualifié mais remplacé par Sam Hornish Jr. | † : Qualifié mais remplacé par Sam Hornish Jr. | † : Qualifié mais remplacé par Sam Hornish Jr. | † : Qualifié mais remplacé par Sam Hornish Jr. | † : Qualifié mais remplacé par Sam Hornish Jr. | † : Qualifié mais remplacé par Sam Hornish Jr. | † : Qualifié mais remplacé par Sam Hornish Jr. | † : Qualifié mais remplacé par Sam Hornish Jr. | † : Qualifié mais remplacé par Sam Hornish Jr. | † : Qualifié mais remplacé par Sam Hornish Jr. | † : Qualifié mais remplacé par Sam Hornish Jr. | † : Qualifié mais remplacé par Sam Hornish Jr. |

| Résultats au Daytona 500 | Résultats au Daytona 500  | Résultats au Daytona 500 | Résultats au Daytona 500 | Résultats au Daytona 500 |
| ------------------------ | ------------------------- | ------------------------ | ------------------------ | ------------------------ |
| Année                    | L'équipe                  | Fabricant                | Position                 | Position                 |
| Année                    | L'équipe                  | Fabricant                | Départ                   | Arrivée                  |
| 2007                     | Team Red Bull             | Toyota                   | DNQ                      | DNQ                      |
| 2008                     | Team Red Bull             | Toyota                   | DNQ                      | DNQ                      |
| 2009                     | Richard Petty Motorsports | Dodge                    | 20                       | 3                        |
| 2010                     | Richard Petty Motorsports | Ford                     | 15                       | 32                       |
| 2011                     | Richard Petty Motorsports | Ford                     | 15                       | 11                       |
| 2012                     | Penske Racing             | Dodge                    | 15                       | 34                       |
| 2014                     | JTG Daugherty Racing      | Chevrolet                | 15                       | 26                       |
| 2015                     | JTG Daugherty Racing      | Chevrolet                | 40                       | 20                       |
| 2016                     | JTG Daugherty Racing      | Chevrolet                | 30                       | 21                       |
| 2017                     | JTG Daugherty Racing      | Chevrolet                | 38                       | 3                        |
| 2018                     | JTG Daugherty Racing      | Chevrolet                | 20                       | 10                       |
| 2023                     | Kaulig Racing (en)        | Chevrolet                | 29                       | 6                        |

### NASCAR Xfinity Series
Au 28 novembre 2023, il a participé à 94 courses réparties sur 9 saisons (2007, 2008, 2013, 2018-2023) :
- Dernière saison : Voiture Chevrolet no 10 de la Kaulig Racing en 2022
- Résultat dernière saison : 5e en 2022
- Meilleur classement en fin de saison : 4e en 2021
- Première course : Camping World 300 de 2007 (à Fontana)
- Dernière course : Tennessee Lottery 250 de 2023 (à Nashville)
- Première victoire : Johnsonville Sausage 200 de 2013 (à Road America)
- Dernière victoire : Tennessee Lottery 250 de 2023 (à Nashville)
- Victoire(s) : 17
- Top5 : 50
- Top10 : 67
- Pole position : 0

| Légende  | Légende |
| -------- | --- |
| Gras     | Pole position décernée en fonction du temps réalisé en qualification.                                                                     |
| Italique | Pole position décernée en fonction des points au classement ou des temps aux essais.                                                      |
| *        | Plus grand nombre de tours menés. |
| 01       | Aucun point de championnat car inéligible pour le titre lors de cette saison (le pilote concourt pour le titre dans une autre catégorie). |
| DNQ      | Ne s'est pas qualifié. |

| Résultats en NASCAR Xfinity Series | Résultats en NASCAR Xfinity Series | Résultats en NASCAR Xfinity Series | Résultats en NASCAR Xfinity Series | Résultats en NASCAR Xfinity Series | Résultats en NASCAR Xfinity Series | Résultats en NASCAR Xfinity Series | Résultats en NASCAR Xfinity Series | Résultats en NASCAR Xfinity Series | Résultats en NASCAR Xfinity Series | Résultats en NASCAR Xfinity Series | Résultats en NASCAR Xfinity Series | Résultats en NASCAR Xfinity Series | Résultats en NASCAR Xfinity Series | Résultats en NASCAR Xfinity Series | Résultats en NASCAR Xfinity Series | Résultats en NASCAR Xfinity Series | Résultats en NASCAR Xfinity Series | Résultats en NASCAR Xfinity Series | Résultats en NASCAR Xfinity Series | Résultats en NASCAR Xfinity Series | Résultats en NASCAR Xfinity Series | Résultats en NASCAR Xfinity Series | Résultats en NASCAR Xfinity Series | Résultats en NASCAR Xfinity Series | Résultats en NASCAR Xfinity Series | Résultats en NASCAR Xfinity Series | Résultats en NASCAR Xfinity Series | Résultats en NASCAR Xfinity Series | Résultats en NASCAR Xfinity Series | Résultats en NASCAR Xfinity Series | Résultats en NASCAR Xfinity Series | Résultats en NASCAR Xfinity Series | Résultats en NASCAR Xfinity Series | Résultats en NASCAR Xfinity Series | Résultats en NASCAR Xfinity Series | Résultats en NASCAR Xfinity Series | Résultats en NASCAR Xfinity Series | Résultats en NASCAR Xfinity Series | Résultats en NASCAR Xfinity Series | Résultats en NASCAR Xfinity Series |
| ---------------------------------- | ---------------------------------- | ---------------------------------- | ---------------------------------- | ---------------------------------- | ---------------------------------- | ---------------------------------- | ---------------------------------- | ---------------------------------- | ---------------------------------- | ---------------------------------- | ---------------------------------- | ---------------------------------- | ---------------------------------- | ---------------------------------- | ---------------------------------- | ---------------------------------- | ---------------------------------- | ---------------------------------- | ---------------------------------- | ---------------------------------- | ---------------------------------- | ---------------------------------- | ---------------------------------- | ---------------------------------- | ---------------------------------- | ---------------------------------- | ---------------------------------- | ---------------------------------- | ---------------------------------- | ---------------------------------- | ---------------------------------- | ---------------------------------- | ---------------------------------- | ---------------------------------- | ---------------------------------- | ---------------------------------- | ---------------------------------- | ---------------------------------- | ---------------------------------- | ---------------------------------- |
| Année                              | Équipe                             | No.                                | Constructeur                       | 1                                  | 2                                  | 3                                  | 4                                  | 5                                  | 6                                  | 7                                  | 8                                  | 9                                  | 10                                 | 11                                 | 12                                 | 13                                 | 14                                 | 15                                 | 16                                 | 17                                 | 18                                 | 19                                 | 20                                 | 21                                 | 22                                 | 23                                 | 24                                 | 25                                 | 26                                 | 27                                 | 28                                 | 29                                 | 30                                 | 31                                 | 32                                 | 33                                 | 34                                 | 35                                 | Clas.                              | Pts                                |
| 2007                               | Chip Ganassi Racing                | 42                                 | Dodge                              | DAY                                | CAL                                | MXC                                | LVS                                | ATL                                | BRI                                | NSH                                | TEX                                | PHO                                | TAL                                | RCH                                | DAR                                | CLT                                | DOV                                | NSH                                | KEN                                | MLW                                | NHA                                | DAY                                | CHI                                | GTY                                | IRP                                | CGV                                | GLN                                | MCH                                | BRI                                | CAL 36                             | RCH 14                             | DOV 21                             | KAN 25                             | CLT 26                             | MEM                                | TEX                                |                                    |                                    | 59e                                | 678                                |
| 2007                               | Chip Ganassi Racing                | 41                                 | Dodge                              |                                    |                                    |                                    |                                    |                                    |                                    |                                    |                                    |                                    |                                    |                                    |                                    |                                    |                                    |                                    |                                    |                                    |                                    |                                    |                                    |                                    |                                    |                                    |                                    |                                    |                                    |                                    |                                    |                                    |                                    |                                    |                                    |                                    | PHO 13                             | HOM 21                             | 59e                                | 678                                |
| 2008                               | Gillett Evernham Motorsports       | 9                                  | Dodge                              | DAY                                | CAL                                | LVS                                | ATL                                | BRI                                | NSH                                | TEX                                | PHO                                | MXC                                | TAL                                | RCH                                | DAR                                | CLT                                | DOV                                | NSH                                | KEN                                | MLW                                | NHA                                | DAY                                | CHI                                | GTY                                | IRP                                | CGV                                | GLN                                | MCH                                | BRI                                | CAL                                | RCH                                | DOV                                | KAN                                | CLT                                | MEM                                | TEX                                | PHO 12                             | HOM                                | 109e                               | 132                                |
| 2013                               | Penske Racing                      | 22                                 | Ford                               | DAY                                | PHO                                | LVS                                | BRI                                | CAL                                | TEX                                | RCH                                | TAL                                | DAR                                | CLT                                | DOV                                | IOW                                | MCH                                | ROA' 1*                            | KEN                                | DAY                                | NHA                                | CHI                                | IND                                | IOW                                | GLN                                | MOH 1*                             | BRI                                | ATL                                | RCH                                | CHI                                | KEN                                | DOV                                | KAN                                | CLT                                | TEX                                | PHO                                | HOM                                |                                    |                                    | 93e                                | 01                                 |
| 2018                               | GMS Racing                         | 23                                 | Chevrolet                          | DAY                                | ATL                                | LVS                                | PHO                                | CAL                                | TEX                                | BRI                                | RCH                                | TAL                                | DOV                                | CLT                                | POC                                | MCH                                | IOW                                | CHI                                | DAY                                | KEN                                | NHA                                | IOW                                | GLN 2                              | MOH                                | BRI                                | ROA                                | DAR                                | IND                                | LVS                                | RCH                                | ROV                                | DOV                                | KAN                                | TEX                                | PHO                                | HOM                                |                                    |                                    | 91e                                | 01                                 |
| 2019                               | Kaulig Racing                      | 10                                 | Chevrolet                          | DAY                                | ATL                                | LVS                                | PHO                                | CAL                                | TEX                                | BRI                                | RCH                                | TAL                                | DOV                                | CLT                                | POC                                | MCH                                | IOW                                | CHI                                | DAY 38                             | KEN                                | NHA                                | IOW                                | GLN 37*                            | MOH 3                              | BRI                                | ROA 24                             | DAR                                | IND                                | LVS                                | RCH                                | ROV 1                              | DOV                                | KAN                                | TEX                                | PHO                                | HOM                                |                                    |                                    | 39e                                | 105                                |
| 2020                               | Kaulig Racing                      | 16                                 | Chevrolet                          | DAY DNQ                            | LVS                                | CAL                                | PHO                                | DAR                                | CLT                                | BRI 10                             | ATL 1                              | HOM                                | HOM 4                              | TAL 7                              | POC                                | IRC 4                              | KEN                                | KEN                                | TEX                                | KAN                                | ROA 2                              | DRC 4                              | DOV                                | DOV                                | DAY 15*                            | DAR                                | RCH                                | RCH                                | BRI                                | LVS                                | TAL 24                             | ROV 1                              | KAN                                | TEX                                | MAR 26                             | PHO                                |                                    |                                    | 24e                                | 366                                |
| 2021                               | Kaulig Racing                      | 16                                 | Chevrolet                          | DAY 5                              | DRC 35                             | HOM 14                             | LVS 1                              | PHO 5                              | ATL 5                              | MAR 13                             | TAL 3                              | DAR 13                             | DOV 4                              | COA 2                              | CLT 33                             | MOH 1                              | TEX 6                              | NSH 5                              | POC 5                              | ROA 4*                             | ATL 13                             | NHA 12                             | GLN 2                              | IRC 2                              | MCH 1*                             | DAY 2*                             | DAR 20                             | RCH 18                             | BRI 1                              | LVS 7                              | TAL 39                             | ROV 1                              | TEX 6                              | KAN 3                              | MAR 7                              | PHO 14                             |                                    |                                    | 4e                                 | 4023                               |
| 2022                               | Kaulig Racing                      | 16                                 | Chevrolet                          | DAY 2                              | CAL 7                              | LVS 9                              | PHO 7                              | ATL 3*                             | COA 1*                             | RCH 4                              | MAR 3                              | TAL 3                              | DOV 6                              | DAR 8                              | TEX 9                              | CLT 19                             | PIR 1                              | NSH 16                             | ROA 6                              | ATL 10                             | NHA 20                             | POC 4                              | IRC 1*                             | MCH 7                              | GLN 2                              | DAY 3                              | DAR 3                              | KAN 6                              | BRI 6                              | TEX 4                              | TAL 1                              | ROV 1*                             | LVS 22                             | HOM 3                              | MAR 16                             | PHO 5                              |                                    |                                    | 5e                                 | 2333                               |
| 2023                               | Kaulig Racing                      | 10                                 | Chevrolet                          | DAY                                | CAL                                | LVS                                | PHO                                | ATL                                | COA 1*                             | RCH                                | MAR                                | TAL                                | DOV                                | DAR                                | CLT                                | PIR                                | SON 2                              | NSH 1                              | CSC                                | ATL                                | NHA                                | POC                                | ROA 9                              | MCH                                | IRC 3                              | GLN                                | DAY                                | DAR                                | KAN                                | BRI                                | TEX                                | ROV                                | LVS                                | HOM                                | MAR                                | PHO                                |                                    |                                    | 73e                                | 01                                 |

### NASCAR Truck Series
Au 28 novembre 2023, il a participé à 14 courses réparties sur 4 saisons (2006-2008, 2021) :
- Dernière saison : Voiture Chevrolet no 23 de la GMS Racing en 2021
- Résultat dernière saison : 111e en 2021
- Meilleur classement en fin de saison : 34e en 2007
- Première course : New Hampshire 200 de 2006 (à Loudon)
- Dernière course : United Rentals 176 at The Glen de 2021 (à Watkins Glen)
- Victoire(s) : 0
- Top5 : 2
- Top10 : 3
- Pole position : 0

| Légende  | Légende |
| -------- | --- |
| Gras     | Pole position décernée en fonction du temps réalisé en qualification.                                                                     |
| Italique | Pole position décernée en fonction des points au classement ou des temps aux essais.                                                      |
| *        | Plus grand nombre de tours menés. |
| 01       | Aucun point de championnat car inéligible pour le titre lors de cette saison (le pilote concourt pour le titre dans une autre catégorie). |
| DNQ      | Ne s'est pas qualifié. |

| Résultats en NASCAR Camping World Truck Series | Résultats en NASCAR Camping World Truck Series | Résultats en NASCAR Camping World Truck Series | Résultats en NASCAR Camping World Truck Series | Résultats en NASCAR Camping World Truck Series | Résultats en NASCAR Camping World Truck Series | Résultats en NASCAR Camping World Truck Series | Résultats en NASCAR Camping World Truck Series | Résultats en NASCAR Camping World Truck Series | Résultats en NASCAR Camping World Truck Series | Résultats en NASCAR Camping World Truck Series | Résultats en NASCAR Camping World Truck Series | Résultats en NASCAR Camping World Truck Series | Résultats en NASCAR Camping World Truck Series | Résultats en NASCAR Camping World Truck Series | Résultats en NASCAR Camping World Truck Series | Résultats en NASCAR Camping World Truck Series | Résultats en NASCAR Camping World Truck Series | Résultats en NASCAR Camping World Truck Series | Résultats en NASCAR Camping World Truck Series | Résultats en NASCAR Camping World Truck Series | Résultats en NASCAR Camping World Truck Series | Résultats en NASCAR Camping World Truck Series | Résultats en NASCAR Camping World Truck Series | Résultats en NASCAR Camping World Truck Series | Résultats en NASCAR Camping World Truck Series | Résultats en NASCAR Camping World Truck Series | Résultats en NASCAR Camping World Truck Series | Résultats en NASCAR Camping World Truck Series | Résultats en NASCAR Camping World Truck Series | Résultats en NASCAR Camping World Truck Series |
| ---------------------------------------------- | ---------------------------------------------- | ---------------------------------------------- | ---------------------------------------------- | ---------------------------------------------- | ---------------------------------------------- | ---------------------------------------------- | ---------------------------------------------- | ---------------------------------------------- | ---------------------------------------------- | ---------------------------------------------- | ---------------------------------------------- | ---------------------------------------------- | ---------------------------------------------- | ---------------------------------------------- | ---------------------------------------------- | ---------------------------------------------- | ---------------------------------------------- | ---------------------------------------------- | ---------------------------------------------- | ---------------------------------------------- | ---------------------------------------------- | ---------------------------------------------- | ---------------------------------------------- | ---------------------------------------------- | ---------------------------------------------- | ---------------------------------------------- | ---------------------------------------------- | ---------------------------------------------- | ---------------------------------------------- | ---------------------------------------------- |
| Année                                          | Équipe                                         | No.                                            | Constructeur                                   | 1                                              | 2                                              | 3                                              | 4                                              | 5                                              | 6                                              | 7                                              | 8                                              | 9                                              | 10                                             | 11                                             | 12                                             | 13                                             | 14                                             | 15                                             | 16                                             | 17                                             | 18                                             | 19                                             | 20                                             | 21                                             | 22                                             | 23                                             | Clas.                                          | Pts                                            |                                                |                                                |
| 2006                                           | Bill Davis Racing                              | 24                                             | Toyota                                         | DAY                                            | CAL                                            | ATL                                            | MAR                                            | GTY                                            | CLT                                            | MFD                                            | DOV                                            | TEX                                            | MCH                                            | MLW                                            | KAN                                            | KEN                                            | MEM                                            | IRP                                            | NSH                                            | BRI                                            | NHA 13                                         | LVS                                            | TAL 5                                          | MAR                                            | ATL 34                                         | TEX                                            | PHO                                            | HOM                                            | 46e                                            | 350                                            |
| 2007                                           | Darrell Waltrip Motorsports                    | 00                                             | Toyota                                         | DAY 15                                         | CAL 25                                         | ATL 27                                         | MAR 27                                         | KAN                                            | CLT 2                                          | MFD                                            | DOV 9                                          | TEX                                            | MCH 32                                         | MLW                                            | MEM                                            | KEN                                            | IRP                                            | NSH                                            | BRI 21                                         | GTW                                            | NHA 34                                         | LVS                                            | TAL                                            | MAR                                            | ATL                                            | TEX                                            | PHO                                            | HOM                                            | 34e                                            | 916                                            |
| 2008                                           | Morgan-Dollar Motorsports                      | 47                                             | Chevrolet                                      | DAY                                            | CAL 17                                         | ATL                                            | MAR                                            | KAN                                            | CLT                                            | MFD                                            | DOV                                            | TEX                                            | MCH                                            | MLW                                            | MEM                                            | KEN                                            | IRP                                            | NSH                                            | BRI                                            | GTW                                            | NHA                                            | LVS                                            | TAL                                            | MAR                                            | ATL                                            | TEX                                            | PHO                                            | HOM                                            | 115e                                           | 1                                              |
| 2021                                           | GMS Racing                                     | 23                                             | Chevrolet                                      | DAY                                            | DRC                                            | LVS                                            | ATL                                            | BRD                                            | RCH                                            | KAN                                            | DAR                                            | COA                                            | CLT                                            | TEX                                            | NSH                                            | POC                                            | KNX                                            | GLN 27                                         | GTW                                            | DAR                                            | BRI                                            | LVS                                            | TAL                                            | MAR                                            | PHO                                            |                                                |                                                |                                                | 111e                                           | 01                                             |

### Indycar Series
Au 28 novembre 2023, il a participé à 6 courses réparties sur 1 saison (2013) :
- Dernière saison : Voiture Chevrolet no 2 de la Team Penske en 2013
- Résultat dernière saison : 27e en 2013
- Meilleur classement en fin de saison : 27e en 2013
- Première course : Indy Grand Prix of Alabama de 2013 (à Birmingham)
- Dernière course : MAVTV 500 de 2013 (à Fontana)
- Victoire(s) : 0
- Top5 : 0
- Top10 : 0
- Pole position : 0

| Légende  | Légende |
| -------- | --- |
| Gras     | Pole position décernée en fonction du temps réalisé en qualification.                                                                     |
| Italique | Pole position décernée en fonction des points au classement ou des temps aux essais.                                                      |
| *        | Plus grand nombre de tours menés. |
| 01       | Aucun point de championnat car inéligible pour le titre lors de cette saison (le pilote concourt pour le titre dans une autre catégorie). |
| DNQ      | Ne s'est pas qualifié. |

| Résultats en IndyCar Series | Résultats en IndyCar Series | Résultats en IndyCar Series | Résultats en IndyCar Series | Résultats en IndyCar Series | Résultats en IndyCar Series | Résultats en IndyCar Series | Résultats en IndyCar Series | Résultats en IndyCar Series | Résultats en IndyCar Series | Résultats en IndyCar Series | Résultats en IndyCar Series | Résultats en IndyCar Series | Résultats en IndyCar Series | Résultats en IndyCar Series | Résultats en IndyCar Series | Résultats en IndyCar Series | Résultats en IndyCar Series | Résultats en IndyCar Series | Résultats en IndyCar Series | Résultats en IndyCar Series | Résultats en IndyCar Series | Résultats en IndyCar Series | Résultats en IndyCar Series | Résultats en IndyCar Series | Résultats en IndyCar Series |
| --------------------------- | --------------------------- | --------------------------- | --------------------------- | --------------------------- | --------------------------- | --------------------------- | --------------------------- | --------------------------- | --------------------------- | --------------------------- | --------------------------- | --------------------------- | --------------------------- | --------------------------- | --------------------------- | --------------------------- | --------------------------- | --------------------------- | --------------------------- | --------------------------- | --------------------------- | --------------------------- | --------------------------- | --------------------------- | --------------------------- |
| Année                       | Écurie                      | Châssis                     | No.                         | Constructeur                | 1                           | 2                           | 3                           | 4                           | 5                           | 6                           | 7                           | 8                           | 9                           | 10                          | 11                          | 12                          | 13                          | 14                          | 15                          | 16                          | 17                          | 18                          | 19                          | Clas.                       | Pts                         |
| 2013                        | Team Penske                 | Dallara DW12                | 2                           | Chevrolet                   | STP                         | ALA 19                      | LBH 23                      | SAO                         | INDY 7                      | DET 25                      | DET 25                      | TXS                         | MIL                         | IOW                         | POC                         | TOR                         | TOR                         | MDO                         | SNM                         | BAL                         | HOU                         | HOU                         | FON 16                      | 27e                         | 79                          |

| Résultats aux 500 miles d'Indianapolis | Résultats aux 500 miles d'Indianapolis | Résultats aux 500 miles d'Indianapolis | Résultats aux 500 miles d'Indianapolis | Résultats aux 500 miles d'Indianapolis | Résultats aux 500 miles d'Indianapolis |
| -------------------------------------- | -------------------------------------- | -------------------------------------- | -------------------------------------- | -------------------------------------- | -------------------------------------- |
| Année                                  | Écurie                                 | Manufacturier                          | Châssis                                | Position                               | Position                               |
| Année                                  | Écurie                                 | Manufacturier                          | Châssis                                | Départ                                 | Arrivée                                |
| 2013                                   | Team Penske                            | Chevrolet                              | Dallara                                | 5                                      | 7                                      |

### Champ Car
Au 28 novembre 2023, il a participé à 40 courses réparties sur 3 saisons (2004-2006) :
- Dernière saison : Voiture Ford Lola de la Forsythe Championship Racing en 2006
- Meilleur classement en fin de saison : 3e en 2006
- Première course : Toyota Grand Prix of Long Beach de 2004 (à Long Beach)
- Dernière course : Lexmark Indy 300 de 2006 (à Surfers Paradise)
- Première victoire : 2006 Grand Prix of Portland de 2006 (à Portland)
- Dernière victoire : 2006 Grand Prix of Road America de 2006 (à Road America)
- Victoire(s) : 5
- Top5 : 19
- Top10 : 28
- Pole position : 2

| Légende  | Légende |
| -------- | --- |
| Gras     | Pole position décernée en fonction du temps réalisé en qualification.                                                                     |
| Italique | Pole position décernée en fonction des points au classement ou des temps aux essais.                                                      |
| *        | Plus grand nombre de tours menés. |
| 01       | Aucun point de championnat car inéligible pour le titre lors de cette saison (le pilote concourt pour le titre dans une autre catégorie). |
| DNQ      | Ne s'est pas qualifié. |

| Résultats en Champ Car World Series | Résultats en Champ Car World Series | Résultats en Champ Car World Series | Résultats en Champ Car World Series | Résultats en Champ Car World Series | Résultats en Champ Car World Series | Résultats en Champ Car World Series | Résultats en Champ Car World Series | Résultats en Champ Car World Series | Résultats en Champ Car World Series | Résultats en Champ Car World Series | Résultats en Champ Car World Series | Résultats en Champ Car World Series | Résultats en Champ Car World Series | Résultats en Champ Car World Series | Résultats en Champ Car World Series | Résultats en Champ Car World Series | Résultats en Champ Car World Series | Résultats en Champ Car World Series | Résultats en Champ Car World Series |
| ----------------------------------- | ----------------------------------- | ----------------------------------- | ----------------------------------- | ----------------------------------- | ----------------------------------- | ----------------------------------- | ----------------------------------- | ----------------------------------- | ----------------------------------- | ----------------------------------- | ----------------------------------- | ----------------------------------- | ----------------------------------- | ----------------------------------- | ----------------------------------- | ----------------------------------- | ----------------------------------- | ----------------------------------- | ----------------------------------- |
| Année                               | Écurie                              | Chassis                             | Constructeur                        | 1                                   | 2                                   | 3                                   | 4                                   | 5                                   | 6                                   | 7                                   | 8                                   | 9                                   | 10                                  | 11                                  | 12                                  | 13                                  | 14                                  | Clas.                               | Pts                                 |
| 2004                                | RuSPORT                             | Lola                                | Ford                                | LBH 12                              | MTY 17                              | MIL 5                               | POR 6                               | CLE 6                               | TOR 11                              | VAN 3                               | ROA 13                              | DEN 5                               | MTL 5                               | LS 15                               | LVG 6                               | SRF 6                               | MXC 3                               | 6e                                  | 229                                 |
| 2005                                | RuSPORT                             | Lola                                | Ford                                | LBH 8                               | MTY 10                              | MIL 2                               | POR 5                               | CLE 2                               | TOR 12                              | EDM 14                              | SJO 17                              | DEN 3                               | MTL 9                               | LVG 13                              | SRF 2                               | MXC 2                               |                                     | 5e                                  | 227                                 |
| 2006                                | RuSPORT                             | Lola                                | Ford                                | LBH 16                              | HOU 8                               | MTY 3                               | MIL 4                               |                                     |                                     |                                     |                                     |                                     |                                     |                                     |                                     |                                     |                                     | 3e                                  | 285                                 |
| 2006                                | Forsythe Championship Racing        | Lola                                | Ford                                |                                     |                                     |                                     |                                     | POR 1                               | CLE 1                               | TOR 1                               | EDM 3                               | SJO 7                               | DEN 1                               | MTL 17                              | ROA 1                               | SRF 16                              | MXC                                 | 3e                                  | 285                                 |

### American open-wheel racing
| Résultats en Barber Dodge Pro Series (en) | Résultats en Barber Dodge Pro Series (en) | Résultats en Barber Dodge Pro Series (en) | Résultats en Barber Dodge Pro Series (en) | Résultats en Barber Dodge Pro Series (en) | Résultats en Barber Dodge Pro Series (en) | Résultats en Barber Dodge Pro Series (en) | Résultats en Barber Dodge Pro Series (en) | Résultats en Barber Dodge Pro Series (en) | Résultats en Barber Dodge Pro Series (en) | Résultats en Barber Dodge Pro Series (en) | Résultats en Barber Dodge Pro Series (en) | Résultats en Barber Dodge Pro Series (en) | Résultats en Barber Dodge Pro Series (en) | Résultats en Barber Dodge Pro Series (en) |
| ----------------------------------------- | ----------------------------------------- | ----------------------------------------- | ----------------------------------------- | ----------------------------------------- | ----------------------------------------- | ----------------------------------------- | ----------------------------------------- | ----------------------------------------- | ----------------------------------------- | ----------------------------------------- | ----------------------------------------- | ----------------------------------------- | ----------------------------------------- | ----------------------------------------- |
| Saison                                    | 1                                         | 2                                         | 3                                         | 4                                         | 5                                         | 6                                         | 7                                         | 8                                         | 9                                         | 10                                        | 11                                        | 12                                        | Clas.                                     | Pts                                       |
| 2001                                      | EB                                        | PIR                                       | LRP1                                      | LRP2                                      | DET                                       | CLE                                       | TOR                                       | CHI                                       | MDO 22                                    | ROA 7                                     | VAN 6                                     | LAG                                       | 18e                                       | 19                                        |
| 2022                                      | SEB 1                                     | LRP 1                                     | LAG 3                                     | POR 1                                     | TOR 1                                     | CLE 4                                     | VAN 1                                     | MDO 3                                     | ROA 2                                     | MTL 1                                     |                                           |                                           | 1er                                       | 189                                       |

| Résultats en Atlantic Championship | Résultats en Atlantic Championship | Résultats en Atlantic Championship | Résultats en Atlantic Championship | Résultats en Atlantic Championship | Résultats en Atlantic Championship | Résultats en Atlantic Championship | Résultats en Atlantic Championship | Résultats en Atlantic Championship | Résultats en Atlantic Championship | Résultats en Atlantic Championship | Résultats en Atlantic Championship | Résultats en Atlantic Championship | Résultats en Atlantic Championship | Résultats en Atlantic Championship | Résultats en Atlantic Championship |
| ---------------------------------- | ---------------------------------- | ---------------------------------- | ---------------------------------- | ---------------------------------- | ---------------------------------- | ---------------------------------- | ---------------------------------- | ---------------------------------- | ---------------------------------- | ---------------------------------- | ---------------------------------- | ---------------------------------- | ---------------------------------- | ---------------------------------- | ---------------------------------- |
| Saison                             | Écurie                             | 1                                  | 2                                  | 3                                  | 4                                  | 5                                  | 6                                  | 7                                  | 8                                  | 9                                  | 10                                 | 11                                 | 12                                 | Clas.                              | Pts                                |
| 2003                               | RuSPORT (en)                       | MTY 8                              | LBH 1                              | MIL 3                              | LS 1                               | POR 4                              | CLE 1                              | TOR 1                              | TRR 1                              | MDO Ret                            | MTL 1                              | DEN 1                              | MIA 11                             | 1er                                | 201                                |

### Rolex Sports Car Series
| Résultats en Rolex Sports Car Series | Résultats en Rolex Sports Car Series     | Résultats en Rolex Sports Car Series | Résultats en Rolex Sports Car Series | Résultats en Rolex Sports Car Series | Résultats en Rolex Sports Car Series | Résultats en Rolex Sports Car Series | Résultats en Rolex Sports Car Series | Résultats en Rolex Sports Car Series | Résultats en Rolex Sports Car Series | Résultats en Rolex Sports Car Series | Résultats en Rolex Sports Car Series | Résultats en Rolex Sports Car Series | Résultats en Rolex Sports Car Series | Résultats en Rolex Sports Car Series | Résultats en Rolex Sports Car Series | Résultats en Rolex Sports Car Series | Résultats en Rolex Sports Car Series | Résultats en Rolex Sports Car Series | Résultats en Rolex Sports Car Series | Résultats en Rolex Sports Car Series | Résultats en Rolex Sports Car Series |
| ------------------------------------ | ---------------------------------------- | ------------------------------------ | ------------------------------------ | ------------------------------------ | ------------------------------------ | ------------------------------------ | ------------------------------------ | ------------------------------------ | ------------------------------------ | ------------------------------------ | ------------------------------------ | ------------------------------------ | ------------------------------------ | ------------------------------------ | ------------------------------------ | ------------------------------------ | ------------------------------------ | ------------------------------------ | ------------------------------------ | ------------------------------------ | ------------------------------------ |
| Année                                | Écurie                                   | Catégorie                            | Voiture                              | Moteur                               | 1                                    | 2                                    | 3                                    | 4                                    | 5                                    | 6                                    | 7                                    | 8                                    | 9                                    | 10                                   | 11                                   | 12                                   | 13                                   | 14                                   | 15                                   | Clas.                                | Pts                                  |
| 2006                                 | Michael Shank Racing                     | DP                                   | Riley Mk XI                          | Lexus 5.0 L V8                       | DAY 2                                | MEX                                  | HOM                                  | LBH                                  | VIR                                  | LAG                                  | PHX                                  | LIM                                  | WGL                                  | DAY                                  | BAR                                  | WGL                                  | SON                                  | MMP                                  |                                      | 88e                                  | 32                                   |
| 2007                                 | Michael Shank Racing                     | DP                                   | Riley Mk XI                          | Lexus 5.0 L V8                       | DAY 16                               | MEX                                  | HOM                                  | VIR                                  | LAG                                  | WGL                                  | MDO                                  | DAY                                  | IOW                                  | BAR                                  | CGV                                  | WGL                                  | SON                                  | MMP                                  |                                      | 101e                                 | 15                                   |
| 2008                                 | Michael Shank Racing                     | DP                                   | Riley Mk XI                          | Lexus 5.0 L V8                       | DAY 9                                | HOM                                  | MEX                                  | VIR                                  | LAG                                  | LIM                                  | WGL                                  | MDO                                  | DAY                                  | BAR                                  | CGV                                  | WGL                                  | SON                                  | NJE                                  | MMP                                  | 66e                                  | 22                                   |
| 2009                                 | Michael Shank Racing                     | DP                                   | Riley Mk XI                          | Lexus 5.0 L V8                       | DAY 19                               | VIR                                  | NJE                                  | LAG                                  | WGL                                  | MDO                                  | DAY                                  | BAR                                  | WGL                                  | CGV                                  | MMP                                  | HOM                                  |                                      |                                      |                                      | 80e                                  | 12                                   |
| 2010                                 | Michael Shank Racing                     | DP                                   | Riley Mk XI                          | Lexus 5.0 L V8                       | DAY 7                                | HOM                                  | BAR                                  | VIR                                  | LIM                                  | WGL                                  | MDO                                  | DAY                                  | NJE                                  | WGL                                  | CGV                                  | MMP                                  |                                      |                                      |                                      | 45e                                  | 24                                   |
| 2011                                 | Michael Shank Racing                     | DP                                   | Dallara                              | Lexus 5.0 L V8                       | DAY 7                                | HOM                                  | BAR                                  | VIR                                  | LIM                                  | LAG                                  | WGL                                  | MDO                                  | DAY                                  | NJE                                  | WGL                                  | CGV                                  | MMP                                  |                                      |                                      | 46e                                  | 24                                   |
| 2012                                 | Michael Shank Racing                     | DP                                   | Riley Mk. XXVI                       | Lexus 5.0 L V8                       | DAY 1                                | BAR                                  | HOM                                  | NJE                                  | DET                                  | MDO                                  | ROA                                  | WGL                                  | IMS                                  | WGL                                  | CGV                                  | LAG                                  | LIM                                  |                                      |                                      | 33e                                  | 35                                   |
| 2013                                 | Michael Shank Racing                     | DP                                   | Riley Mk. XXVI                       | Lexus 5.0 L V8                       | DAY 3                                | COA                                  | BAR                                  | RAL                                  | DET                                  | MDO                                  | WGL                                  |                                      |                                      |                                      |                                      |                                      |                                      |                                      |                                      | 60e                                  | 21                                   |
| 2013                                 | Michael Shank Racing with Curb Agajanian | DP                                   | Riley Mk. XXVI                       | Lexus 5.0 L V8                       |                                      |                                      |                                      |                                      |                                      |                                      |                                      | IMS 10                               | ROA                                  | KAN                                  | LAG                                  | LIM                                  |                                      |                                      |                                      | 60e                                  | 21                                   |

### IMSA WeatherTech Sportscar Championship
| Résultats en IMSA WeatherTech Sportscar | Résultats en IMSA WeatherTech Sportscar     | Résultats en IMSA WeatherTech Sportscar | Résultats en IMSA WeatherTech Sportscar | Résultats en IMSA WeatherTech Sportscar | Résultats en IMSA WeatherTech Sportscar | Résultats en IMSA WeatherTech Sportscar | Résultats en IMSA WeatherTech Sportscar | Résultats en IMSA WeatherTech Sportscar | Résultats en IMSA WeatherTech Sportscar | Résultats en IMSA WeatherTech Sportscar | Résultats en IMSA WeatherTech Sportscar | Résultats en IMSA WeatherTech Sportscar | Résultats en IMSA WeatherTech Sportscar | Résultats en IMSA WeatherTech Sportscar | Résultats en IMSA WeatherTech Sportscar | Résultats en IMSA WeatherTech Sportscar | Résultats en IMSA WeatherTech Sportscar |
| --------------------------------------- | ------------------------------------------- | --------------------------------------- | --------------------------------------- | --------------------------------------- | --------------------------------------- | --------------------------------------- | --------------------------------------- | --------------------------------------- | --------------------------------------- | --------------------------------------- | --------------------------------------- | --------------------------------------- | --------------------------------------- | --------------------------------------- | --------------------------------------- | --------------------------------------- | --------------------------------------- |
| Année                                   | Écurie                                      | Catégorie                               | Voiture                                 | Moteur                                  | 1                                       | 2                                       | 3                                       | 4                                       | 5                                       | 6                                       | 7                                       | 8                                       | 9                                       | 10                                      | 11                                      | Clas.                                   | Pts                                     |
| 2014                                    | Michael Shank Racing                        | P                                       | Ford EcoBoost Riley DP                  | Ford Ecoboost 3.5 L Turbo V6            | DAY 12                                  | SEB                                     | LBH                                     | LGA                                     | DET                                     | WGL                                     | MSP                                     | IND                                     | ELK                                     | COA                                     | PET                                     | 50e                                     | 20                                      |
| 2015                                    | Michael Shank Racing with Curb Agajanian    | P                                       | Ligier JS P2                            | Honda HR28TT 2.8 L Turbo V6             | DAY 5                                   | SEB                                     | LBH                                     | LGA                                     | DET                                     | WGL                                     | MSP                                     | ELK                                     | COA                                     | PET                                     |                                         | 26e                                     | 27                                      |
| 2016                                    | Michael Shank Racing with Curb-Agajanian    | P                                       | Ligier JS P2                            | Honda HR35TT 3.5 L Turbo V6             | DAY 11                                  | SEB                                     | LBH                                     | LGA                                     | DET                                     | WGL                                     | MSP                                     | ELK                                     | COA                                     | PET                                     |                                         | 34e                                     | 21                                      |
| 2018                                    | Michael Shank Racing withCurb-Agajanian     | GTD                                     | Acura NSX GT3                           | Acura 3.5 L Turbo V6                    | DAY 2                                   | SEB                                     | MDO                                     | DET                                     | WGL                                     | MSP                                     | LRP                                     | ELK                                     | VIR                                     | LGA                                     | PET                                     | 47e                                     | 32                                      |
| 2019                                    | Michael Shank Racing with Curb-Agajanian    | GTD                                     | Acura NSX GT3                           | Acura 3.5 L Turbo V6                    | DAY 5                                   | SEB                                     | MDO                                     | DET                                     | WGL                                     | MSP                                     | LIM                                     | ELK                                     | VIR                                     | LGA                                     | PET                                     | 48e                                     | 28                                      |
| 2020                                    | Heinricher Racing with Michael Shank Racing | GTD                                     | Acura NSX GT3 Evo                       | Acura 3.5 L Turbo V6                    | DAY 8                                   | DAY                                     | SEB                                     | ELK                                     | VIR                                     | ATL                                     | MDO                                     | CLT                                     | PET                                     | LGA                                     | SEB                                     | 47e                                     | 23                                      |
| 2021                                    | Meyer Shank Racing with Curb-Agajanian      | DPi                                     | Acura ARX-05                            | Acura AR35TT 3.5 L Turbo V6             | DAY 4                                   | SEB                                     | MDO                                     | DET                                     | WGL                                     | WGL                                     | ELK                                     | LGA                                     | LBH                                     | PET                                     |                                         | 18e                                     | 308                                     |

### 24 heures de Daytona
| Résultats aux 24 Heures de Daytona | Résultats aux 24 Heures de Daytona | Résultats aux 24 Heures de Daytona | Résultats aux 24 Heures de Daytona          | Résultats aux 24 Heures de Daytona | Résultats aux 24 Heures de Daytona                      | Résultats aux 24 Heures de Daytona | Résultats aux 24 Heures de Daytona | Résultats aux 24 Heures de Daytona |
| ---------------------------------- | ---------------------------------- | ---------------------------------- | ------------------------------------------- | ---------------------------------- | ------------------------------------------------------- | ---------------------------------- | ---------------------------------- | ---------------------------------- |
| Saison                             | Catégorie                          | N°                                 | Écurie                                      | Voiture                            | Copilotes                                               | Tours                              | Classement global                  | Classement dans la catégorie       |
| 2006                               | DP                                 | 60                                 | Michael Shank Racing                        | Lexus Riley DP                     | Oswaldo Negri Jr. Mark Patterson Justin Wilson          | 733                                | 2                                  | 2                                  |
| 2007                               | DP                                 | 6                                  | Michael Shank Racing                        | Lexus Riley DP                     | Henry Zogaib Ian James Paul Tracy                       | 595                                | 26                                 | 16                                 |
| 2008                               | DP                                 | 6                                  | Michael Shank Racing                        | Ford Riley DP                      | John Pew Ian James Burt Frisselle                       | 652                                | 14                                 | 9                                  |
| 2009                               | DP                                 | 6                                  | Michael Shank Racing                        | Ford Riley DP                      | Michael Valiante Ian James John Pew                     | 153                                | 47 DNF                             | 19 DNF                             |
| 2010                               | DP                                 | 6                                  | Michael Shank Racing                        | Ford Riley DP                      | Mark Patterson Michael Valiante Brian Frisselle         | 707                                | 7 DNF                              | 7 DNF                              |
| 2011                               | DP                                 | 6                                  | Michael Shank Racing                        | Ford Dallara DP                    | Michael McDowell Justin Wilson                          | 719                                | 7                                  | 7                                  |
| 2012                               | DP                                 | 60                                 | Michael Shank Racing                        | Ford Riley DP                      | Oswaldo Negri Jr. John Pew Justin Wilson                | 761                                | 1                                  | 1                                  |
| 2013                               | DP                                 | 6                                  | Michael Shank Racing                        | Ford Riley DP                      | Marcos Ambrose Oswaldo Negri Jr. John Pew Justin Wilson | 709                                | 3                                  | 3                                  |
| 2014                               | P                                  | 60                                 | Michael Shank Racing                        | Ford Riley DP                      | Oswaldo Negri Jr. John Pew Justin Wilson                | 599                                | 47                                 | 12                                 |
| 2015                               | P                                  | 60                                 | Michael Shank Racing                        | Ligier JS P2                       | Oswaldo Negri Jr. John Pew Matt McMurry                 | 705                                | 9 DNF                              | 5 DNF                              |
| 2016                               | P                                  | 60                                 | Michael Shank Racing                        | Ligier JS P2                       | Oswaldo Negri Jr. John Pew Olivier Pla                  | 285                                | 50 DNF                             | 11 DNF                             |
| 2018                               | GTD                                | 86                                 | Michael Shank Racing with Curb Agajanian    | Acura NSX GT3                      | Katherine Legge Álvaro Parente Trent Hindman            | 751                                | 22                                 | 2                                  |
| 2019                               | GTD                                | 86                                 | Michael Shank Racing with Curb Agajanian    | Acura NSX GT3                      | Mario Farnbacher Trent Hindman Justin Marks             | 561                                | 21                                 | 5                                  |
| 2020                               | GTD                                | 57                                 | Heinricher Racing with Michael Shank Racing | Acura NSX GT3 Evo                  | Mikhail Goikhberg Trent Hindman Álvaro Parente          | 762                                | 25                                 | 8                                  |
| 2021                               | DPi                                | 60                                 | Meyer Shank Racing with Curb-Agajanian      | Acura ARX-05                       | Dane Cameron Juan Pablo Montoya Olivier Pla             | 807                                | 4                                  | 4                                  |

## Divers
- Les initiales du prénom d'Allmendinger font directement référence à A.J. Foyt, le pilote emblématique du sport automobile américain du XXe siècle, et idole de son père. Mais fruit d'un compromis au sein du couple Allmendinger, son prénom complet est Anthony James et non Anthony Joseph comme pour Foyt.
- Il est marié depuis le 19 janvier 2007 avec le mannequin canadien Lynne Kushnirenko.